# Atlantis Chaos
L'Atlantis Chaos és una estructura geològica del tipus chaos a la superfície de Mart, situada amb el sistema de coordenades planetocèntriques a -32.76 ° de latitud N i 184.12 ° de longitud E. Fa un diàmetre de 181.37 km. El nom va ser fet oficial per la UAI l'any 1985 i el pren d'una característica d'albedo localitzat a 30 ° de latitud N i 173 ° de longitud O.